# Ако једне зимске ноћи неки путник (књига)
Ако једне зимске ноћи неки путник (итал. Se una notte d'inverno un viaggiatore) роман је италијанског књижевника Итала Калвина (итал. Italo Calvino), објављен 1979. године. На хрватски језик књигу је превео Павао Павличић и публиковала издавачка кућа Знање 1981. године. На српски језик књигу је превела Ана Србиновић и публиковала 2001. године издавачка куће Plato.

## О књизи
Роман Ако једне зимске ноћи неки путник је књига о читању али и књига о животу. Аутор у њему открива сам настанак књижевног дела и указује на повезаност читаоца и дела које чита и читалачко разумевање које гради смисао самог дела. Калвино је написао књигу која се може читати као потрага за одговором на вечно питање зашто читамо књижевна дела. Ако једне зимске ноћи неки путник је роман који говори о себи, процесу конструисања и проблемима самог писања.
Главни јунаци романа су Читатељ и Читатељка (Људмила) који се срећу у књижари и започињу своју љубавну причу. Код обоје је присутна жеља да пронађу наставак романа који су започели да читају а који је грешком издавачке куће прекинут на пола, уметањем табака неког другог романа. 
Читатеља и Читатељку ће авантура читања водити из романа у роман, као кроз спиралу која се никада не завршава, а сваки роман који започињу да читају представља својеврсну раскрсницу на њиховом личном животном путу. Преплитање њихових живота и књижевности очитује се у роману сликом мултипликованих романа, чији завршетак је недоступан јунацима све док не спознају да су они само јунаци свих тих романа које читају и да само они могу да утичу на развој радње и на сам срећан завршетак којем толико теже.
У трагању за поглављима који недостају, беспомоћни читаоци морају да се носе са интернационалном завером, несташним преводиоцем, неухватљивим аутором и разним опресивним владама.
Читалац који чита роман поклапа се са главним ликом, Читаоцем, којем се писац обраћа у делу. Његово обраћање односи се на стварног читаоца, као и на имагинарног лика Читаоца. Овим поступком Итало Калвино је успео да обједини две равни, ванкњижевну стварност и имагинарну стварност дела. Калвино на почетку књиге пише: “Управо почињеш да читаш најновији роман Итала Калвина Ако једне зимске ноћи неки путник. Опусти се. Усредсреди се.” , а таква констатација односи се на стварног читаоца који почиње са читањем, као и на фиктивног.

## Делови књиге
Књига се састоји од дванаест поглавља, од којих је десет постављено у оквир, што у ствари чини десет увода у исто толико романа.
- Прво поглавље: Ако једне зимске ноћи неки путник
- Друго поглавље: Изван насеља Малброк
- Треће поглавље: Нагињући се преко стрме обале
- Четврто поглавље: Без страха од ветра и вртоглавице
- Пето поглавље: Баци поглед доле где сена згушњава
- Шесто поглавље: У мрежи црта што се укрштају
- Седмо поглавље: У мрежи црта што се пресецају
- Осмо поглавље: На тепиху од лишћа обасјаног месечином
- Девето поглавље: Око празне раке
- Десето поглавље: Каква прича тамо доле чека на свој крај?
- Једанаесто поглавље
- Дванаесто поглавље